# Juvardeil
Juvardeil és un municipi francès situat al departament de Maine i Loira i a la regió de País del Loira. L'any 2007 tenia 826 habitants.

## Demografia

### Població
El 2007 la població de fet de Juvardeil era de 826 persones. Hi havia 306 famílies de les quals 64 eren unipersonals (36 homes vivint sols i 28 dones vivint soles), 95 parelles sense fills, 135 parelles amb fills i 12 famílies monoparentals amb fills.
La població ha evolucionat segons el següent gràfic:
Habitants censats

### Habitatges
El 2007 hi havia 384 habitatges, 309 eren l'habitatge principal de la família, 52 eren segones residències i 23 estaven desocupats. 375 eren cases i 7 eren apartaments. Dels 309 habitatges principals, 223 estaven ocupats pels seus propietaris, 84 estaven llogats i ocupats pels llogaters i 3 estaven cedits a títol gratuït; 4 tenien una cambra, 20 en tenien dues, 44 en tenien tres, 84 en tenien quatre i 158 en tenien cinc o més. 207 habitatges disposaven pel capbaix d'una plaça de pàrquing. A 137 habitatges hi havia un automòbil i a 157 n'hi havia dos o més.

### Piràmide de població
La piràmide de població per edats i sexe el 2009 era:
| Homes | Edats   | Dones |
| ----- | ------- | ----- |
| 0     | 95 o +  | 0     |
| 0     | 90 a 94 | 0     |
| 0     | 85 a 89 | 4     |
| 8     | 80 a 84 | 4     |
| 12    | 75 a 79 | 12    |
| 16    | 70 a 74 | 32    |
| 8     | 65 a 69 | 8     |
| 12    | 60 a 64 | 8     |
| 36    | 55 a 59 | 16    |
| 36    | 50 a 54 | 44    |
| 24    | 45 a 49 | 40    |
| 36    | 40 a 44 | 44    |
| 16    | 35 a 39 | 8     |
| 20    | 30 a 34 | 24    |
| 16    | 25 a 29 | 20    |
| 36    | 20 a 24 | 8     |
| 40    | 15 a 19 | 48    |
| 36    | 10 a 14 | 16    |
| 20    | 5 a 9   | 4     |
| 32    | 0 a 4   | 0     |

## Economia
El 2007 la població en edat de treballar era de 534 persones, 397 eren actives i 137 eren inactives. De les 397 persones actives 353 estaven ocupades (187 homes i 166 dones) i 44 estaven aturades (22 homes i 22 dones). De les 137 persones inactives 67 estaven jubilades, 38 estaven estudiant i 32 estaven classificades com a «altres inactius».

### Ingressos
El 2009 a Juvardeil hi havia 316 unitats fiscals que integraven 817 persones, la mediana anual d'ingressos fiscals per persona era de 16.988 €.

### Activitats econòmiques
Dels 20 establiments que hi havia el 2007, 1 era d'una empresa extractiva, 2 d'empreses alimentàries, 1 d'una empresa de construcció, 6 d'empreses de comerç i reparació d'automòbils, 2 d'empreses de transport, 2 d'empreses d'hostatgeria i restauració, 1 d'una empresa financera, 3 d'empreses de serveis i 2 d'empreses classificades com a «altres activitats de serveis».
L'únic servei als particulars que hi havia el 2009 era un electricista.
Dels 2 establiments comercials que hi havia el 2009, 1 era una fleca i 1 una botiga de roba.
L'any 2000 a Juvardeil hi havia 36 explotacions agrícoles que ocupaven un total de 1.520 hectàrees.

## Equipaments sanitaris i escolars
El 2009 hi havia una escola elemental.

## Poblacions més properes
El següent diagrama mostra les poblacions més properes.